# Barton Yarborough
William Barton Yarborough (2 de octubre de 1900 – 19 de diciembre de 1951) fue un actor radiofónico, cinematográfico y televisivo de nacionalidad estadounidense.

## Biografía
Nacido en Goldthwaite, Texas, Yarborough se fue de casa siendo joven, atraído por el teatro de vodevil. Actor radiofónico desde los años 1920, se casó con una actriz del medio, Barbara Jo Allen (conocida artísticamente como Vera Vague), de la que se divorció en 1931.
En 1932 Yarborough inició una larga trayectoria como Clifford Barbour en la serie One Man's Family, manteniendo el papel a lo largo de toda su vida. Yarborough es también conocido por encarnar a Doc Long en el show radiofónico escrito por Carlton E. Morse I Love a Mystery, y por su papel del Sargento Ben Romero, el compañero inicial de Joe Friday, en Dragnet.
Otras actuaciones de Yarborough para la radio fueron las que hizo como Skip Turner en Adventures by Morse, otra producción escrita por Carlton E. Morse. Yarborough fue Doc Long en tres largometrajes de Columbia Pictures basados en la serie radiofónica I Love a Mystery: I Love a Mystery (1945), The Devil's Mask y The Unknown (ambos de 1946).
Yarborough empezó a trabajar en la adaptación televisiva de Dragnet en 1951. Sin embargo, al día siguiente de rodar el segundo episodio sufrió un infarto agudo de miocardio, falleciendo cuatro días más tarde en Pasadena, California. Tenía 51 años de edad. Fue enterrado en el Cementerio Forest Lawn Memorial Park de Glendale, California. En Dragnet, el personaje de Ben Romero fue reemplazado por el del Sargento Ed Jacobs (interpretado por Barney Phillips), y en One Man's Family, su personaje, Cliff Barbour, que se había mantenido 19 años, desapareció de la serie.